# Чела (Павија)
Чела (итал. Cella) је насеље у Италији у округу Павија, региону Ломбардија.
Према процени из 2011. у насељу је живело 128 становника. Насеље се налази на надморској висини од 664 м.